# Mykensk (sprog)
Mykensk er et hellensk oldtidssprog overleveret i tekster (fortrinsvis lertavler) fra minoisk tid skrevet i stavelsesskriften Linear B og fundet i Mykene, Pylos, Knossos og Theben. Sprogforskere regner gerne med, at græsk i minoisk tid var delt op i to dialekter, en sydlig og en nordlig. Fra sydgræsk, som mykensk repræsenterer, stammer de klassiske dialekter arkadisk-kyprisk og attisk-ionisk.[kilde mangler]
| Sprog | Spire Denne artikel om sprog er en spire som bør udbygges. Du er velkommen til at hjælpe Wikipedia ved at udvide den. |